# Calista Liu
Calista Liu, född 18 december 2005, är en amerikansk konstsimmare.

## Karriär
I juli 2023 vid VM i Fukuoka var Liu en del av USA:s lag som tog silver i det akrobatiska lagprogrammet. I november 2023 vid panamerikanska spelen i Santiago var hon en del av USA:s lag som tog silver i lagtävlingen.
I februari 2024 vid VM i Doha var Liu en del av USA:s lag som tog brons i både det akrobatiska och det fria lagprogrammet.